# Observer (MST3K)
Observer (ook wel bekend als Brain Guy) is een personage uit de televisieserie Mystery Science Theater 3000. Hij werd gespeeld door Bill Corbett, en deed mee gedurende het achtste, negende en tiende seizoen.
Observer is een zeer intelligente psychisch begaafde alien. Hij heeft een erg bleke huid en gaat altijd gekleed in een paarse mantel. Observer komt van een planeet vol soortgelijke aliens die allemaal de naam Observer dragen. Ze beweren geen lichamen te hebben (hoewel dit overduidelijk wel het geval is), en dragen hun hersenen bij zich in helder blauwe petrischalen. Observer voegde zich bij de schurken uit de serie nadat zijn planeet per ongeluk was vernietigd door Mike Nelson.
Observer beschikt over verschillende krachten zoals telepathie, voorwerpen vanuit het niets oproepen en teleporteren van mensen en voorwerpen over grote afstand. Hij is volgens eigen zeggen alwetend en almachtig, gelijk aan Q uit Star Trek: The Next Generation, maar slaagt er nooit in om echt vormen van almacht te demonstreren. Observers brein is de bron van zijn vaardigheden. Indien hij en zijn brein van elkaar worden gescheiden, is Observer zelfs niet meer in staat tot de simpelste dingen.
Ondanks zijn vaardigheden is Observer net als zijn collega’s, Professor Bobo en Pearl Forrester, behoorlijk incompetent. Hij doet altijd braaf wat Pearl hem opdraagt. In zijn debuutaflevering bleek Tom Servo zelfs veel slimmer te zijn dan Observer. In tegenstelling tot zijn collega’s heeft Observer in seizoen 9 en 10 (wanneer de serie zich weer op aarde afspeelt) een groots sociaal leven. Tevens heeft hij last van een sterke lichaamsgeur.
Observer is meestal degene die de films naar de Satellite of Love stuurt via zijn psychische vaardigheden.